# General Mamerto Natividad
General Mamerto Natividad ist eine philippinische Stadtgemeinde in der Provinz Nueva Ecija. Sie hat 41.656 Einwohner (Zensus 1. August 2015).

## Baranggays
General Mamerto Natividad ist politisch unterteilt in 20 Baranggays.
- Balangkare Norte
- Balangkare Sur
- Balaring
- Belen
- Bravo
- Burol
- Kabulihan
- Mag-asawang Sampaloc
- Manarog
- Mataas na Kahoy
- Panacsac
- Picaleon
- Pinahan
- Platero
- Poblacion
- Pula
- Pulong Singkamas
- Sapang Bato
- Talabutab Norte
- Talabutab Sur